# Carlos Sérgio Rosa Martins
Carlos Sérgio Rosa Martins (Porto Alegre, 24 marzo 1939) è un ex arbitro di calcio brasiliano, internazionale dal 1981 al 1988.

## Carriera
Attivo a livello statale dal 1976, dallo stesso anno ha diretto in Série A. È stato affiliato sia alla CBF che alla Federazione Gaúcha. Ha diretto ventiquattro grenais, ovvero derby dello Stato del Rio Grande do Sul tra Grêmio e Internacional. Tra i suoi risultati più rilevanti negli incontri internazionali si annoverano la presenza in cinque edizioni della Copa Libertadores .